# Hrátky s čertem (opera)
Hrátky s čertem je komická opera o třech dějstvích a sedmi obrazech českého skladatele Ludvíka Podéště na vlastní libreto podle známé stejnojmenné divadelní hry Jana Drdy. Byla napsána v letech 1957–1960 a premiéra měla o rok později v libereckém Divadle F. X. Šaldy.

## Vznik, historie a charakteristika opery
Podéšť napsal svou druhou operu na konci 50. let 20. století – své nejplodnější dekády –, a téměř současně se svou první operou Tři apokryfy na motivy Karla Čapka, která měla premiéru roku 1959.
V Hrátkách s čertem využil látku populární hry, navíc nedávno velmi úspěšně zfilmovanou. V dramaticky vyváženém libretu se přitom přidržel do podrobností známého děje (spíše ve filmovém než v původním divadelním zpracování), pouze na konec zařadil typický buffózní finále, v němž všechny postavy společně zpívají ponaučení pro diváka – totiž že před ženou nedokáže ochránit ani anděl nebeský. Veselý, prostý a stylizovaný děj, ostře charakterizované postavy a zaměření mimo jiné na dětského diváka odpovídaly Podéšťovu stylu, který tíhnul k melodičnosti a srozumitelnosti. Stylově jednotná opera vychází z tradiční melodiky, v některých scénách – svádění poustevníka, scény v pekle – s využitím jazzového idiomu.
Po úspěšné původní inscenaci v Liberci roku 1963 se Hrátky s čertem vrátily na jeviště v brněnském Národním divadle roku 1995, pod taktovkou Rastislava Štúra a v režii Mojmíra Weimanna.

## Osoby a první obsazení
| osoba | hlasový obor | premiéra (12.10.1963) |
| --- | ------------ | --------------------- |
| Martin Kabát, vysloužilec                                                                                        | basbaryton   | Jaroslav Daniel       |
| Sarka-Farka, loupežník                                                                                           | bas          | Arnošt Klíma          |
| Otec Školastykus, poustevník                                                                                     | tenor buffo  | Jaroslav Slováček     |
| Lucius, mladý čert pokušitel                                                                                     | tenor        | Vladimír Šorsák       |
| Dišperanda, královská princezna                                                                                  | soprán       | Zdena Tomková         |
| Káča, její služebná                                                                                              | mezzosoprán  | Marie Rathouská       |
| Dr. Solfernus, čert                                                                                              | baryton      | Jan Soumar            |
| Omnimor, venkovský čert                                                                                          | tenor        | Jiří Hrubeš           |
| Karborund, venkovský čert                                                                                        | bas          | Oldřich Mrňák         |
| Teofil, andělský posel                                                                                           | soprán       | Magda Špaková         |
| Belzbub, kníže pekelný                                                                                           | mluvená role | …                     |
| Muzikant v pekle                                                                                                 | mluvená role | …                     |
| Vesnický lid, královští trubači, čerti, taneční přeludy,                                                         |              |                       |
| Dirigent: Rudolf Vašata / Petr Doubravský, režisér: Ivan Glanc, scéna: Jan Sládek, choreografie: Bohumil Svoboda |              |                       |

## Instrumentace
2 flétny, 2 hoboje, 3 klarinety (jeden + saxofon), 2 fagoty; 4 lesní rohy, 2 trubky, 3 pozouny, tuba; tympány, bicí souprava, celesta; harfa, klavír; smyčce.

## Děj opery

### 1. dějství
(1. obraz) Martin Kabát, vysloužilý voják, se vrací do rodného kraje. Když prochází kolem lesní skály, kde se skrývá loupežník Sarka-Farka, ten už na něho číhá a přepadne ho s kyjem. Martin se však nedá přemoci touto zbraní, natož aby se bál loupežníka samotného. To by muselo být něco jiného, aby mu nahnalo strach. Sarka-Farka zájemci něco takového navrhuje: jestli chce Martin zažít strach, ať přenocuje v Čertově mlýně, kde se každou noc odehrává pekelná karetní partie. Kdo tam zůstane přes noc, musí vstoupit do hry – a běda jeho duši, jestli prohraje.
A když se zmíní čert, nebývá daleko. Tentokrát je to mladý čert Lucius, v převlečení za mysliveckého mládence, čerstvý absolvent čertovské školy na své první pozemské praxi. I na něm chce Sarka-Farka vyzkoušet své loupežnické umění, vede se mu však ještě hůře než s Martinem: Lucius jej v mžiku nechá zkamenět. Čert obrátí svou pozornost na vyhládlého vysloužilce, přičaruje mu lahodné pečené kuřátko a snaží se jej nalákat do pekla. Martin se však upnul na to, že nejprve navštíví Čertův mlýn. Lucius uznává, že to je cesta do pekla tak spolehlivá jako leckterá jiná, a nechává Martina uskutečnit jeho záměr; ba oživí loupežníka, aby vojákovi ukázal cestu,
(2. obraz) V jiné části lesa má svou poustevnu otec Školastykus. Přijímá pravidelnou návštěvu princezny Dišperandy, nesoucí mu chutnou almužnu. Přes poustevníkovy zbožné protesty mu princezna vykládá o svém trápení: ženichové, kteří se ucházejí o její ruku, nestojí jeden jako druhý za nic a ona by se tak ráda vdávala. To vyslechne švarný Lucius, hned se objeví, vydávaje se za Školastykova synovce, a brzy Dišperandu úplně okouzlí. Poustevníkovy námitky, že tohoto mládence vůbec nezná, Lucius svou výřečností zcela odmrští, ale když na něj Školastykus vtáhne svěcenou vodu a začne ho s ní kropit, nezbývá čertovi než utéci. Ale princezna není za takové vysvobození ani v nejmenším vděčná a běží do lesa za pohledným nápadníkem.
(3. obraz) Do lesa přichází další ženská postava, Dišperandina služebná Káča, která hledá princeznu. A jaká paní, taková služka: i Káča nemyslí na nic jiného než na vdavky. Alespoň tak se svěřuje Luciovi, na kterého náhodně narazí. Čert v tom vidí další příležitost, zblízka je však slyšet volání princezny, která ho hledá. Lucius se tedy rozdvojí, aby se mohl věnovat oběma ženám. A oba Luciové své partnerky lehce přesvědčí, že se jim dostane ženicha přesně takového, jakého si žádají, pokud přinesou o půlnoci vlastní krví psané úpisy do Čertova mlýna.

### 2. dějství
(4. obraz) Čertův mlýn je v rozporu s pověstmi zcela tichý a prázdný, alespoň tak se jeví unavenému Martinovi, který si ihned poté, co dorazí, zdřímne. Lucius však je informován lépe a nalézá na půdě dva staré, neohrabané vesnické čerty, Omnimora a Karborunda. Vysvětluje jim, co se má dít: jemu přijdou předat úpisy na svou duši dvě mladé dívky a místním čertům přenechává jako kořist vysloužilce, jehož duši musí vyhrát v kartách oni. Brzy se objeví obě mladé ženy a srdnatější Káča klepe na dveře. Než se však stačí vrátit Lucius, probudí se Matěj, který je otevře a papíry nechápavě přijme.
Nastává půlnoc a čerti se nejprve snaží Martina vystrašit hrozným rachotem mlýnského soustrojí. Voják se však s nimi nebojácně dává do mariáše a ukáže se jako mnohem lepší karbaník. Nešťastné místní čerty vystřídá na Luciovo zoufalé volání pekelný vyslanec dr. Solofernus. Nabídku hrát o svou duši Martin rázně odmítne, čertova žádost, aby si s ním zahrál očko o svůj starý kabát, ji však pobaví a přistoupí na ni. Ale zkušenému pekelníkovi podlehne a příliš pozdě mu dojde, že s kabátem prohrál i úpisy na Dišperandinu a Káčinu duši.
(5. obraz) Dišperandě peklo nelhalo, našla si ženicha a královští lovci přinášejí tuto zprávu i otci Školastykovi. Ten nasadí masku ctnosti pohoršené ženskou lehkovážností a necudností, ale sotva osamí, už se mu sbíhají sliny na svatební hostinu. A když usne, přinesou mu sny ještě hříšnější představy: zdá se mu, že kolem něj tančí svůdné ženy. Probere jej až anděl Teofil, který poustevníkovi přináší každodenní nebeský chléb a pláče nad utracenými dušemi princezny a její služebné. Školastykus nechápe a zlobí se: obě nectné ženštiny si zatracení zaslouží, měly si vzít příklad z jeho neposkvrněného zbožného života.

### 3. dějství
(6. obraz) Zatímco andělé pláčí, v pekle mají čerti obrovskou radost. Nejenže doktor Solofernus získal úpisy na dvě duše, další duše sem míří přímo s tělem. Je to Martin, který cítí vinu za to, že lehkomyslně vydal obě dívky peklu, stěžuje si Belzebubovi na Solofernův podvod a chce úpisy zpět. Peklo mu je ovšem na základě těchto argumentů vydat nemíní, přesto se Martinovi podaří se listin zmocnit v okamžiku, když je Solofernus podává svému vládci. Silou ani hrozbami je čerti nemohou od neohroženého vojáka dostat zpět, a tak sáhnou k největší zbrani – ukazují mu pekelná muka, která ho čekají. V Martinovi je při tom pohledu poprvé skutečně malá dušička, zaváhám, ale rychle se rozhodne: úpisy roztrhá, aby dívky osvobodil, a s ním samotným ať si čerti dělají, co chtějí. Před tímto osudem jej na poslední chvíli zachraňuje nebe, kterému nezůstal Martinův čin utajen, a anděl Teofil odvádí vojáka zpátky do pozemského světa.
(7. obraz) Za statečnost, nezištnost a obětavost má Martin od nebe slíbeno, že se mu splní tři přání. Se dvěma si Martin ví ihned rady, má jisté nevyřízené účty. A tak podle prvního přání se musí Sarka-Farka namísto loupežnictví dát do poctivé práce a točit kolem Čertova mlýna, zatímco Školastykovi také nejlépe prospěje, odčiní-li svou pýchu a bezcitnost tím, že přiloží ruku k dílu a bude nosit pytle s obilím. A protože teď již Martinovi chybí do štěstí již jen maličko, přeje si jen ještě plnou fajfku tabáku. Stěží by se nadál, že jeho selanka bude mít tak krátké trvání. Přibíhá totiž Káča a je přesvědčena, že právě v Martinovi našla svého peklem přislíbeného ženicha. Marně se voják snaží volat na svou pomoc anděla Teofila: ani mocnosti nebeské a pekelné dohromady jej nemohou uchránit od jeho osudu – vzít si Káču za manželku.